# Suwon Samsung Bluewings
Suwon Samsung Bluewings (em coreano, 수원삼성블루윙즈) é um clube da Primeira Divisão, conhecida como K-League, do Futebol Sul-Coreano.

## Títulos

### Internacionais
- Liga dos Campeões da AFC
  - Campeão: 2001 e 2002
- Supercopa Asiática
  - Campeão: 2001 e 2002
- Copa do Leste Asiático
  - Campeão: 2003
- Campeonato Pan-Pacífico
  - Campeão: 2009

### Nacionais
- Campeonato Sul-Coreano
  - Campeão: 1998, 1999, 2004 e 2008
  - Vice-campeão: 1996, 2006, 2014 e 2015
- Copa da Coreia do Sul (FA Cup)
  - Campeão: 2002, 2009, 2010, 2016 e 2019
  - Vice-campeão: 1996, 2006 e 2011
- Copa da Liga Coreana
  - Campeão: 1999, 2000, 2001, 2005 e 2008
- Supercopa da Coreia do Sul
  - Campeão: 1999, 2000, 2005